# Aspila bulgarica
Aspila bulgarica là một loài bướm đêm trong họ Noctuidae.